# Sandy Hook-massakren
Sandy Hook-massakren var en massakre på Sandy Hook Elementary School i Newtown, Connecticut som fandt sted den 14. december 2012, hvor gerningsmanden, Adam Lanza, skød 26 mennesker, hvoraf 20 var børn i alderen 6-7 år; 12 piger og 8 drenge.

## Skyderiet
Den 14. december 2012 sneg Lanza sig ind på skolens grund uden tilladelse iført militær-udstyr, samt maske. Lanza påbegyndte skyderiet kl. 9:35, ca. en halv time efter skoledagen var startet, og skød derefter sig selv. Kaitlyn Rough, en af skolens lærere, vidnede om, hvordan hun under skyderiet gemte 15 børn på et badeværelse.

## Gerningsmanden
Adam Lanzas (født 22. april 1992, død 14. december 2012) motivationer bag skyderiet er uafklaret. Lanza var fascineret af masseskyderier og blandt hans ting, fandt man en liste over tidligere massemord, bl.a. massakren på Columbine High School i 1999.

## Efterfølgende
Sandy Hook-massakren er USA's dødeligste masseskyderi på en grundskole og det fjerde mest dødelige masseskyderi udført af én person.[kilde mangler] Adam Lanzas hjem og Sandy Hook skolen er begge blevet revet ned.
I USA ledte massakren an til en diskussion om de amerikanske våbenlove, og hvorvidt de burde strammes. 